# Уснінат натрію
Уснінат натрію (Бінан, C18H16NaO7) — натрієва сіль уснінової кислоти. Перший радянський антибіотик. Розроблений під керівництвом В. П. Савича .

## Властивості
Погано розчинний у воді. Розчинний у спирті .

## Застосування
Використовувався як антисептичний засіб у радянській хірургії та гінекології .